# Gevangenis van Dendermonde

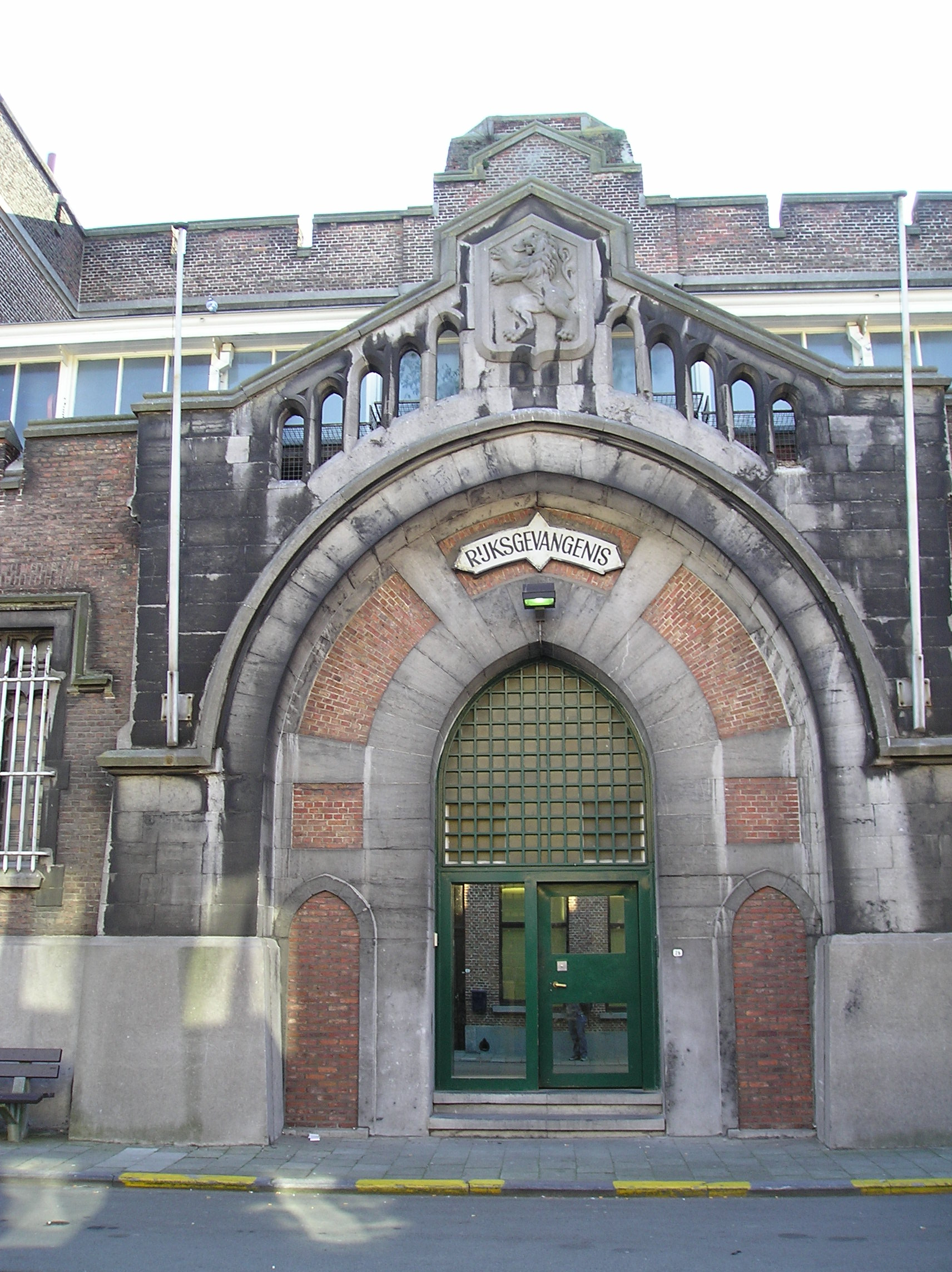
Ingang gevangenis van Dendermonde

De gevangenis van Dendermonde werd in 1863 geopend en is daarmee een van de oudere gevangenissen in België. De gevangenis in het centrum van de stad was tot de opening van de gevangenis in Beveren-Waas de enige in het voormalige gerechtelijk arrondissement Dendermonde. De gevangenis dient zowel als arresthuis als als strafhuis. Er is plaats voor 168 gedetineerden, maar de gevangenis is overbevolkt met regelmatig 250 geplaatste gevangenen, en komt af en toe in het nieuws door ontsnappingen en stakingen van de cipiers wegens de overbevolking en een gebrek aan personeel. Vanaf 2024 gaat de inrichting verder onder de noemer hulpgevangenis en doet ze dienst als strafhuis.

## Gebouw
De voorgevel toont een toegangspoort, geflankeerd door twee zware torens op rechthoekige plattegrond, uitgevoerd in neo-Tudorstijl. Het centrum van de gevangenis wordt gedekt door een zeszijdig tentdak, te midden van de onregelmatige vijfhoek van waaruit drie cellengangen uitstralen. Vanuit het centrum had men een overzicht op de toestand in alle drie de gangen.

## Geschiedenis
Al in de 12e en 13e eeuw was er een gevangenis voor misdadigers in de burcht van de heren van Dendermonde. Omstreeks 1433 werd een nieuwe openbare gevangenis (carcer publicus) ingericht bij het Leenhuis. Aan de Grote Markt was er nog een ghiselhus (gijzelhuis) waar zij die hun schulden niet betaalden tijdelijk werden opgesloten.
Omstreeks 1665 werden het Leenhuis en de gevangenis verplaatst naar huis De Schouder aan de Grote Markt. De Franse tijd (eind 18e eeuw) maakte hier een eind aan. Omstreeks 1800 werd in het voormalig Karmelietenklooster een arrondissementsgevangenis opgericht met een Maison d'arrêt (huis van bewaring) en een Maison pour peines (strafgevangenis). De omstandigheden bleven voor de gevangenen zeer inhumaan.
De bouw van een nieuwe gevangenis volgens modernere principes werd wenselijk en in 1859 kwam hiervoor een perceel ter beschikking. In 1860 begon de bouw van deze gevangenis. Zoals veel Belgische gevangenissen uit die tijd was ze ontworpen door François Derré naar de richtlijnen van toenmalig inspecteur-generaal van het gevangeniswezen Edouard Ducpétiaux. Toen ze in 1863 in gebruik werd genomen, was het één der modernste gevangenissen van België. Het gebouw had de plattegrond van een onregelmatige vijfhoek waarop een aantal gangen uitkwamen die de cellen bevatten. Oorspronkelijk waren er 175 cellen (121 voor mannen en 54 voor vrouwen). Vanaf 1937 was het uitsluitend een mannengevangenis.
De gevangenis werd een aantal malen gemoderniseerd en uitgebreid, maar ze bleef als zodanig tot heden (2025) in gebruik. De gevangenen bevinden zich in drie vleugels, in stervorm rond een centraal panopticum. Van 1950 tot 1951 en van 1964 tot 1970 werden renovatiewerken aan het gebouw uitgevoerd. In 2004 werd de gevangenis beschermd als onroerend erfgoed.
In de gevangenis werken 110 personen, waarvan 84 penitentiair beambten.
In 2014, 151 jaar na de ingebruikname van de gevangenis, had een nieuw complex het huidige moeten vervangen. Ten zuidwesten van het centrum, aan het Oud Klooster zou de Poort van Dendermonde worden gebouwd. De nieuwe gevangenis zou op 31.500 m² 444 plaatsen voor gedetineerden voorzien. Op een terrein van 12 ha en 71 a zou het nieuwe complex verrijzen met een muur van 6 m hoogte en een omliggende gracht. Naast het cellulair gedeelte waar vier vleugels gebouwd zouden worden, uitgevend op een centraal panopticum, was er een apart inkomgebouw, dienstengebouw en logistiek gebouw voorzien.
In augustus 2020, na meer dan 10 jaar procedureslagen, werd met de bouw van de nieuwe gevangenis begonnen. Eind 2022 was de bouw van de Poort van Dendermonde afgerond. In het voorjaar van 2023 verhuisden de gevangenen naar de Poort van Dendermonde waarna de gevangenis sloot voor een jaar om grondige renovatie werken te doorstaan. Door overbevolking in de Belgische gevangenissen blijft de oude gevangenis nog vijf jaar in gebruik om 100 gedetineerden vast te houden.
In 2024 opende de gevangenis weer onder de noemer hulpgevangenis Dendermonde.

## Ontsnappingen
- Op 19 augustus 2006 ontsnapten achtentwintig gevangenen uit deze gevangenis nadat de twee aanstokers van de ontsnapping het slot van de houten celdeuren had kunnen forceren, drie cipiers konden gijzelen en met sleutels de anderen konden bevrijden. Tientallen andere gevangenen geraakten niet over de muur en moesten hun ontsnappingspoging staken. Een zestal wordt kort na de ontvluchting gepakt, de rest was langere tijd of tot heden voortvluchtig.
- In de nacht van 23 tot 24 februari 2011 ontsnapten twee gedetineerden uit Albanië met de hulp van drie medeplichtigen door de tralies voor het raam van hun cel door te zagen, zich met de hulp van een laken van het eerste verdiep naar beneden te laten zakken en dan over de 3 m hoge buitenmuur te klauteren.

## Bekende gevangenen
- Wies Moens, als activist na de Eerste Wereldoorlog